# شاختینسک، قزاقستان
شاختینسک (به قزاقی: Шахтинск، شاحتينسك) شهری در استان قراغندی کشور قزاقستان است که در سرشماری سال ۲۰۰۸ میلادی، ۵۴۷۴۸ نفر جمعیت داشته است و از سال ۱۹۶۱ میلادی به‌عنوان شهر شناخته می‌شده است.